# Franchise universitaire
La « franchise universitaire » est le terme qui désigne le statut dont bénéficient en France les universités et selon lequel les forces de l'ordre ne peuvent y intervenir sans leur accord. Née au Moyen Âge du caractère religieux des universités, qui les affranchissait du pouvoir temporel, elle a été depuis confirmée par plusieurs lois, dont l'article L712-2 du code de l'éducation,. 

## Histoire
Lointaine parente française de la « libertas academica », la franchise universitaire a une longue histoire, liée à l'origine religieuse des universités au Moyen Âge. Apparues à partir du début du XIIIe siècle sous le nom latin de studium generale, elles étaient les héritières des écoles monastiques et des écoles de cathédrale. 
La grève de 1229 à l'université de Paris a donné lieu à la bulle pontificale de 1231, Parens scientiarum, qui a consacré la situation d'indépendance de cette université à l'égard du pouvoir temporel (seul l’évêque pouvait enfermer en sa prison les étudiants coupables). Ce statut particulier a peu à peu été étendu à d'autres grandes universités d'Europe.
Au XXIe siècle, la franchise universitaire subsiste toujours dans la mesure où c'est le président d'une université, et lui seul, qui est chargé du maintien de l'ordre dans son université. De même, lui seul peut, s'il l'estime nécessaire, « faire appel aux forces de l'ordre » (les seules exceptions sont les flagrants délits, les catastrophes, ou les interventions sur réquisition du Parquet),,.
Le statut légal de la franchise universitaire est régulièrement menacé, tant par la voie législative, comme avec un amendement porté par la droite qui prévoyait un délit d'intrusion dans les universités, en 2020, que dans les faits, en raison de la multiplication des interventions policières dans les universités,.